# Skreia Station
Skreia Station (Skreia stasjon) var en jernbanestation, der lå i byområdet Skreia i Østre Toten i Norge, og som var endestation for Skreiabanen fra Reinsvoll. Stationen blev åbnet sammen med banen 28. november 1902. Persontrafikken på banen blev indstillet 15. september 1963, men stationen var bemandet indtil 1985 og eksisterede indtil den formelle nedlæggelse af Skreiabanen 1. februar 1988. Det meste af banens spor blev taget op allerede samme år, men i Skreia findes der stadig enkelte spor på stationsområdet.
Stationens bygninger blev tegnet af Paul Due. Stationsbygningen er i dragestil, der også forekommer på en række af Dues stationer på Gjøvikbanen så som Gran, Jaren, Eina, Lunner, Hakadal og Kjelsås. Udover stationsbygningen er der pakhus, udhus, lokomotivremise og vognremise. Tidligere var der også vandtårn, das, kulgård og drejeskive på stationen.
Stationsområdet har til tider været noget overgroet men er siden blevet sat i stand. Området fremstår i dag relativt komplet og autentisk. Selve stationsbygningen huser gave- og interiørbutik. Stationsområdet fungerer som samlingspunkt for forskellige lokale arrangementer.
Skreia Station lå 21,97 km fra Reinsvoll Station.